# Populus deltoides
Espèce
Classification APG III (2009)
Répartition géographique
Populus deltoides est une espèce de plantes à fleurs de la famille des Salicaceae. C'est un peuplier originaire d'Amérique du Nord, dont les feuilles sont triangulaires (comme un delta majuscule) d'où son nom vernaculaire de Peuplier deltoïde (Canada) ou Peuplier à feuille deltoïde mais cet arbre est aussi nommé liard (Canada), Peuplier de Virginie (Europe) ou encore Peuplier noir d'Amérique (Europe).

## Description
Populus deltoides est un arbre qui peut mesurer de 20 à 25 mètres. Son écorce est lisse, mais avec le temps se craquèle et devient ridée. Ses feuilles sont vert foncé, lisses et un peu dentelées.

### Caractéristiques
- Organes reproducteurs :
  - Type d'inflorescence : épi simple
  - Répartition des sexes : dioïque
  - Type de pollinisation : anémogame
  - Période de floraison : mars à avril
- Graine :
  - Type de fruit : capsule
  - Mode de dissémination : anémochore
- Habitat et répartition :
  - Habitat type : bois caducifoliés médioeuropéens, hydrophiles
  - Aire d'origine : Est de l'Amérique du Nord

Données d'après: Julve, Ph., 1998 ff. - Baseflor. Index botanique, écologique et chorologique de la flore de France. Version : 23 avril 2004.

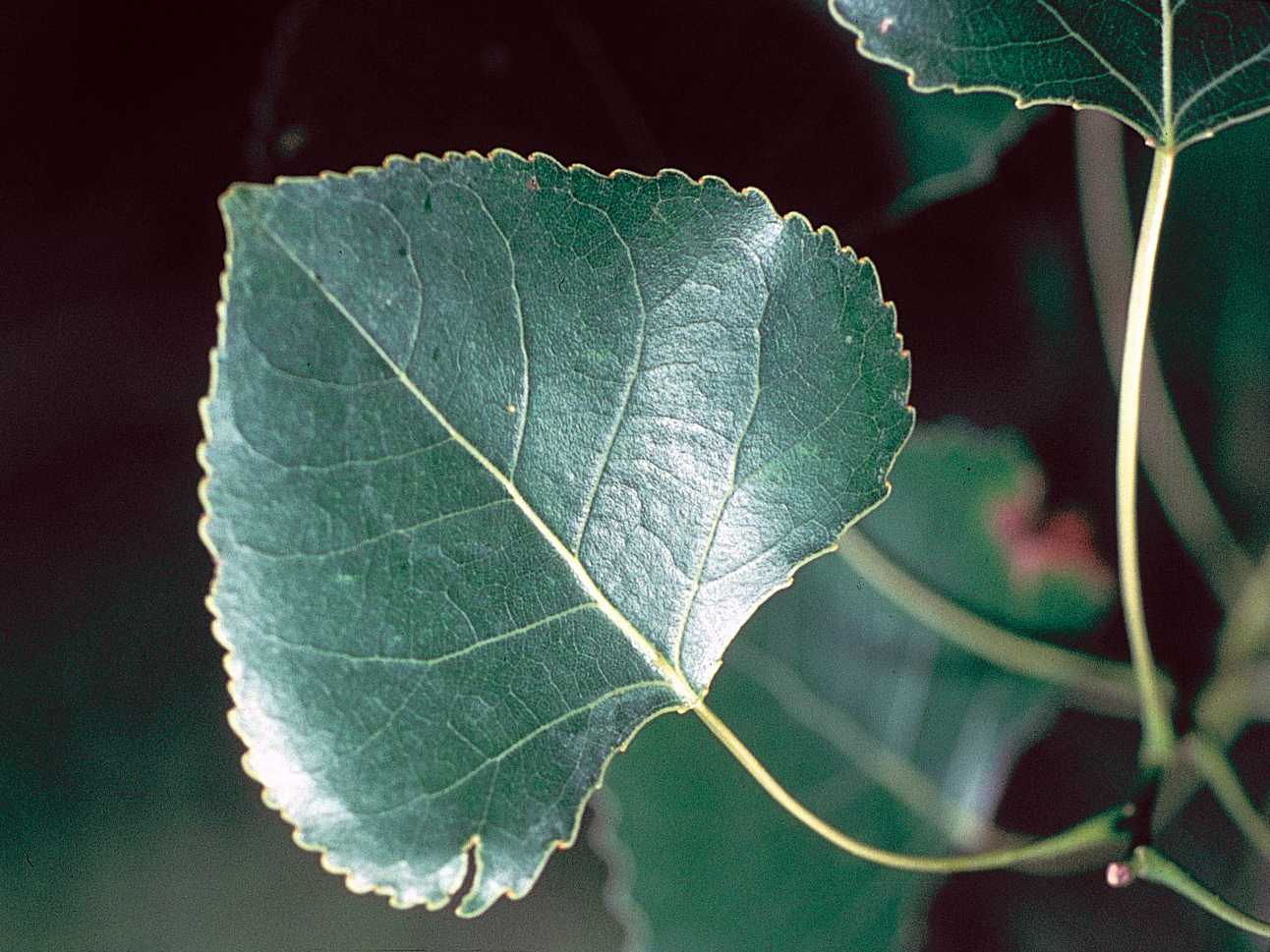
Feuille du peuplier deltoïde.
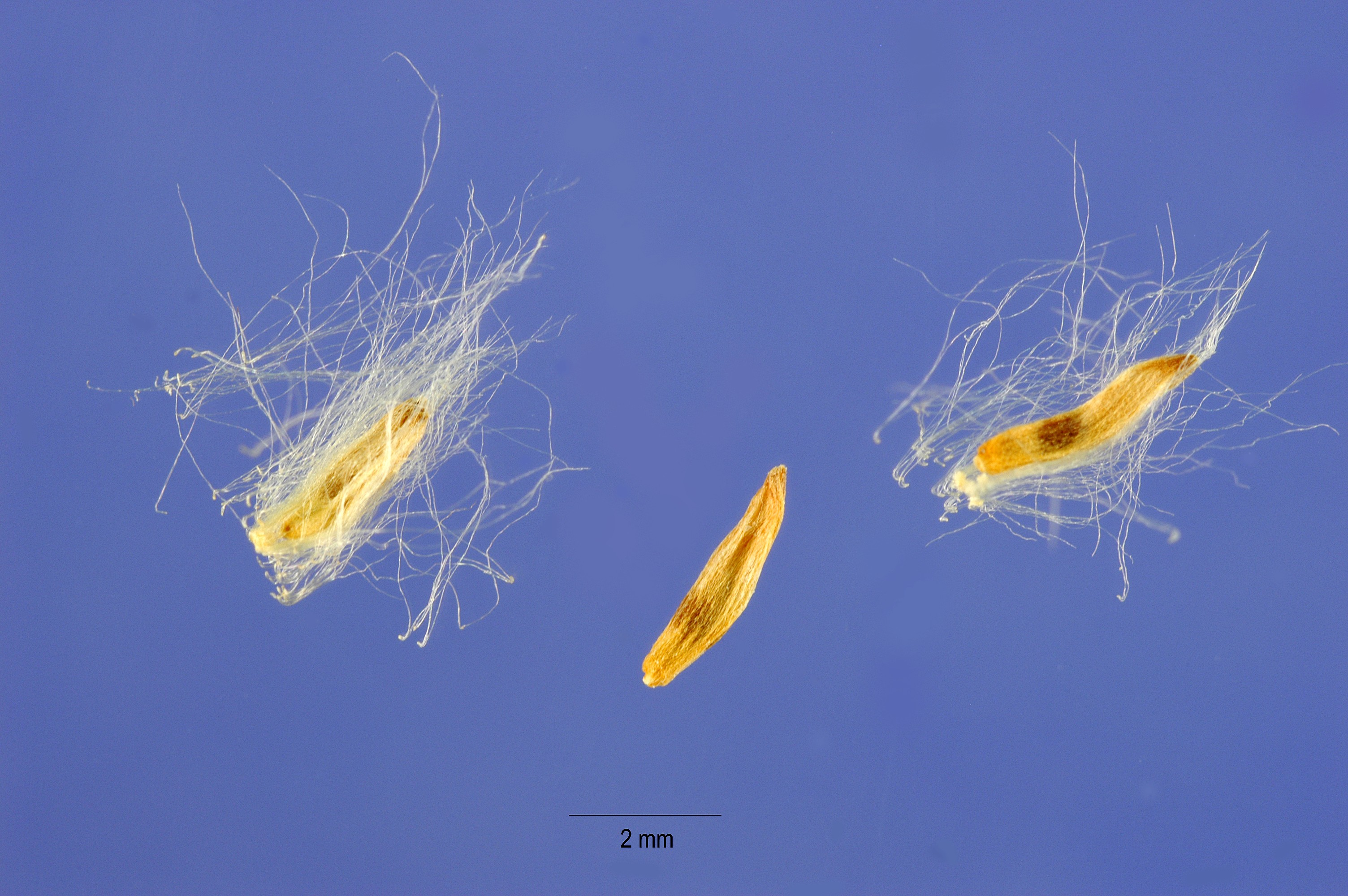
Graines du peuplier deltoïde.
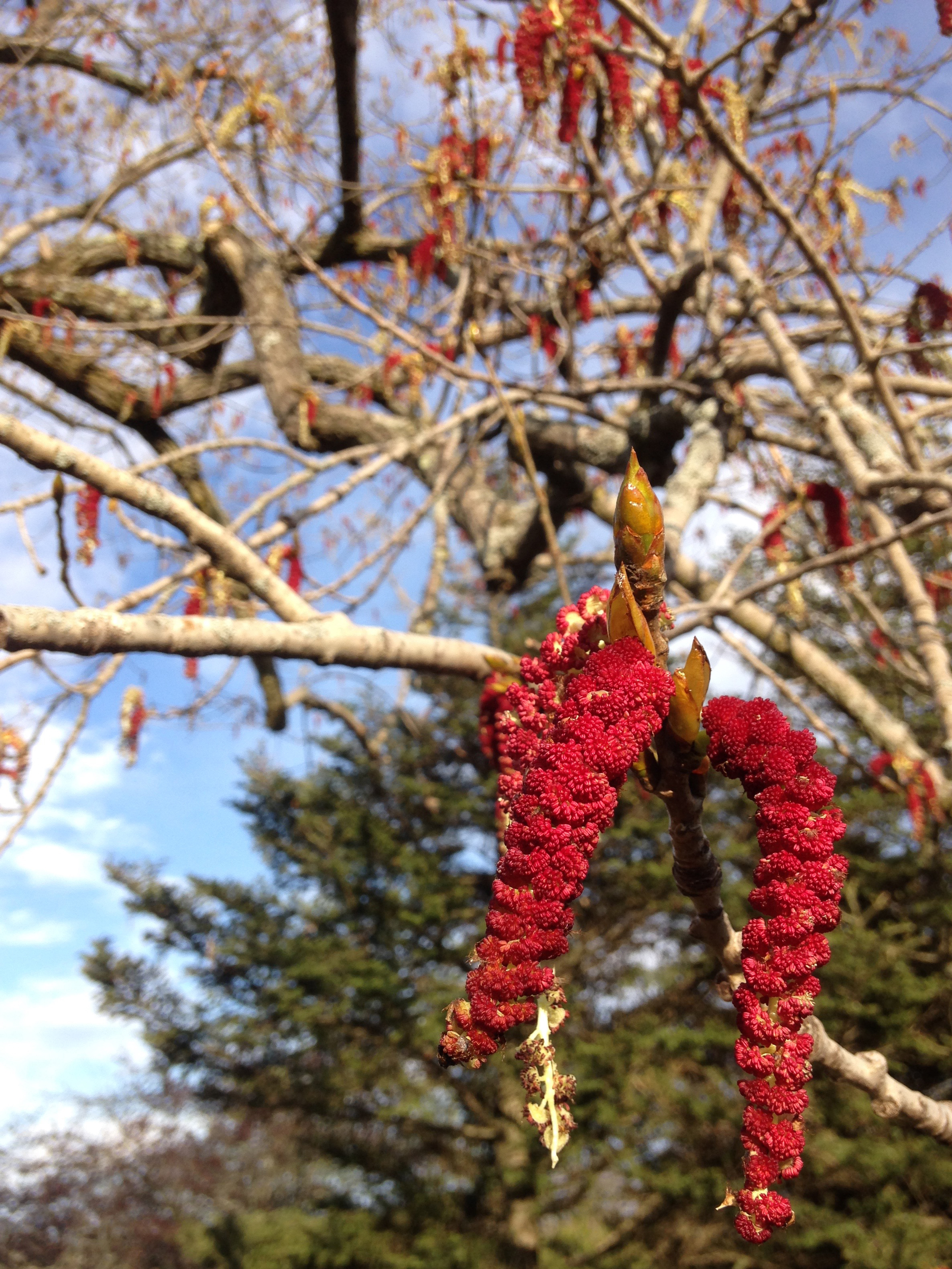
Fleurs mâle du peuplier deltoïde.
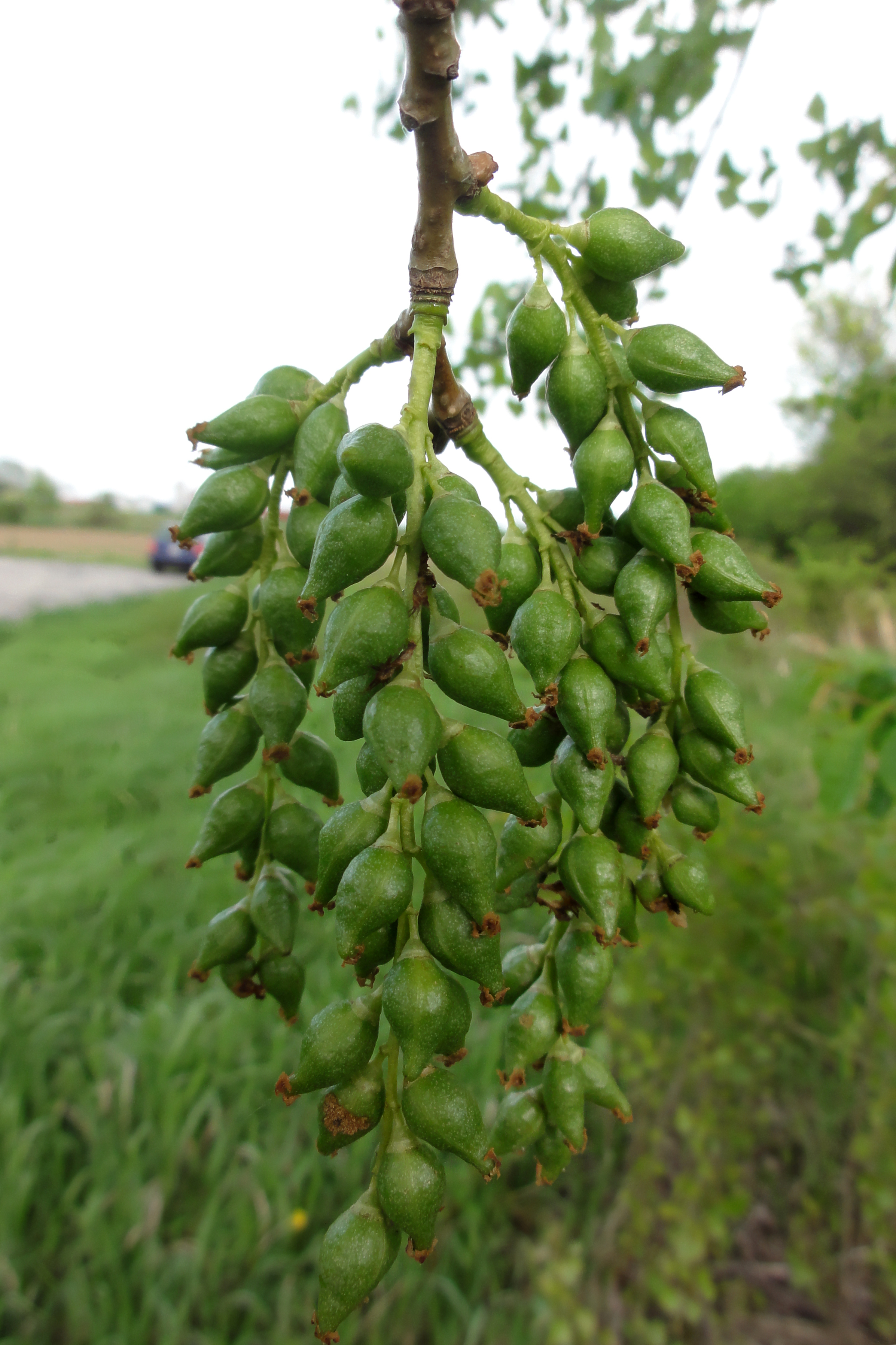
Fruits du peuplier deltoïde
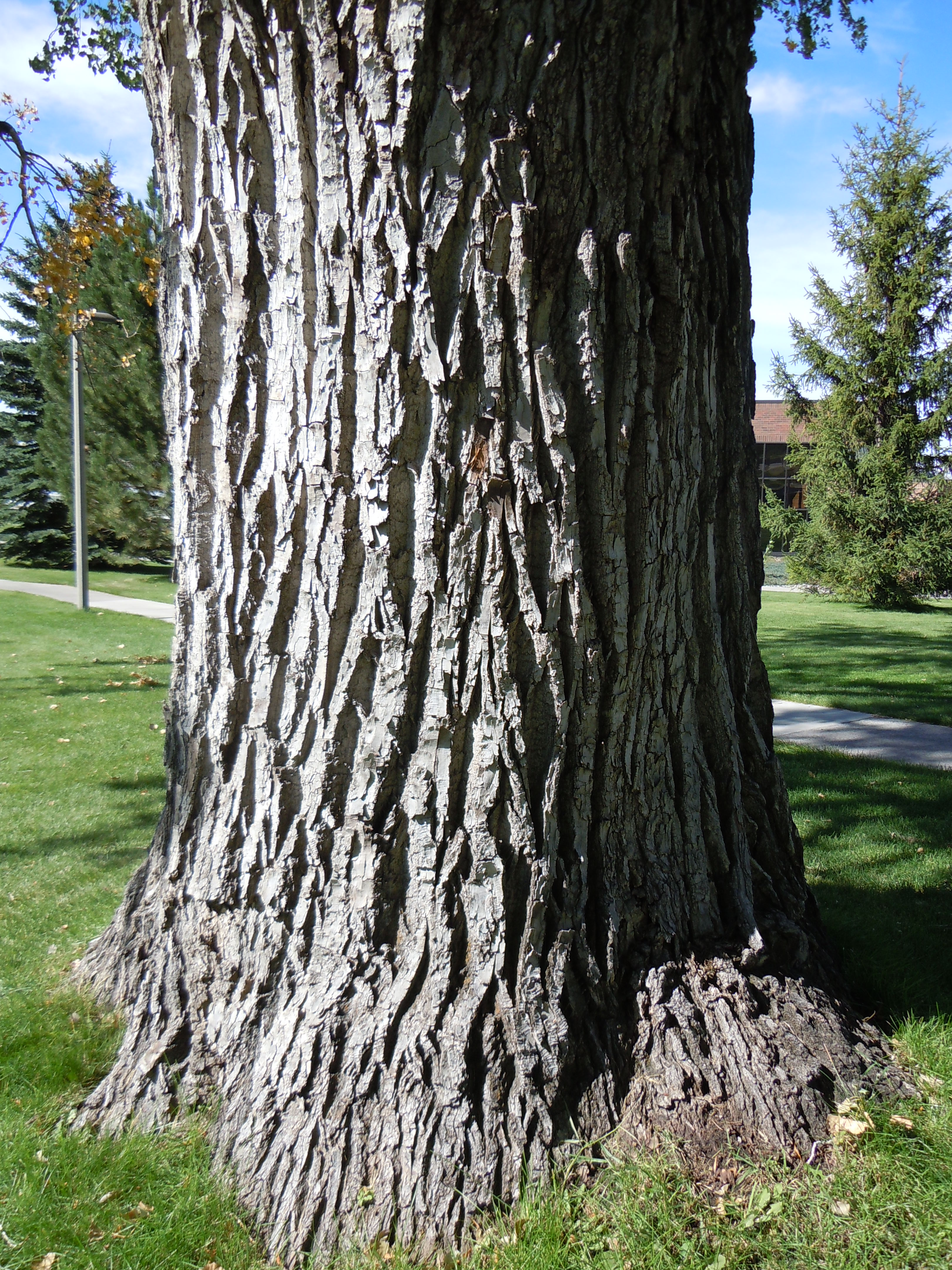
Tronc du peuplier deltoïde.
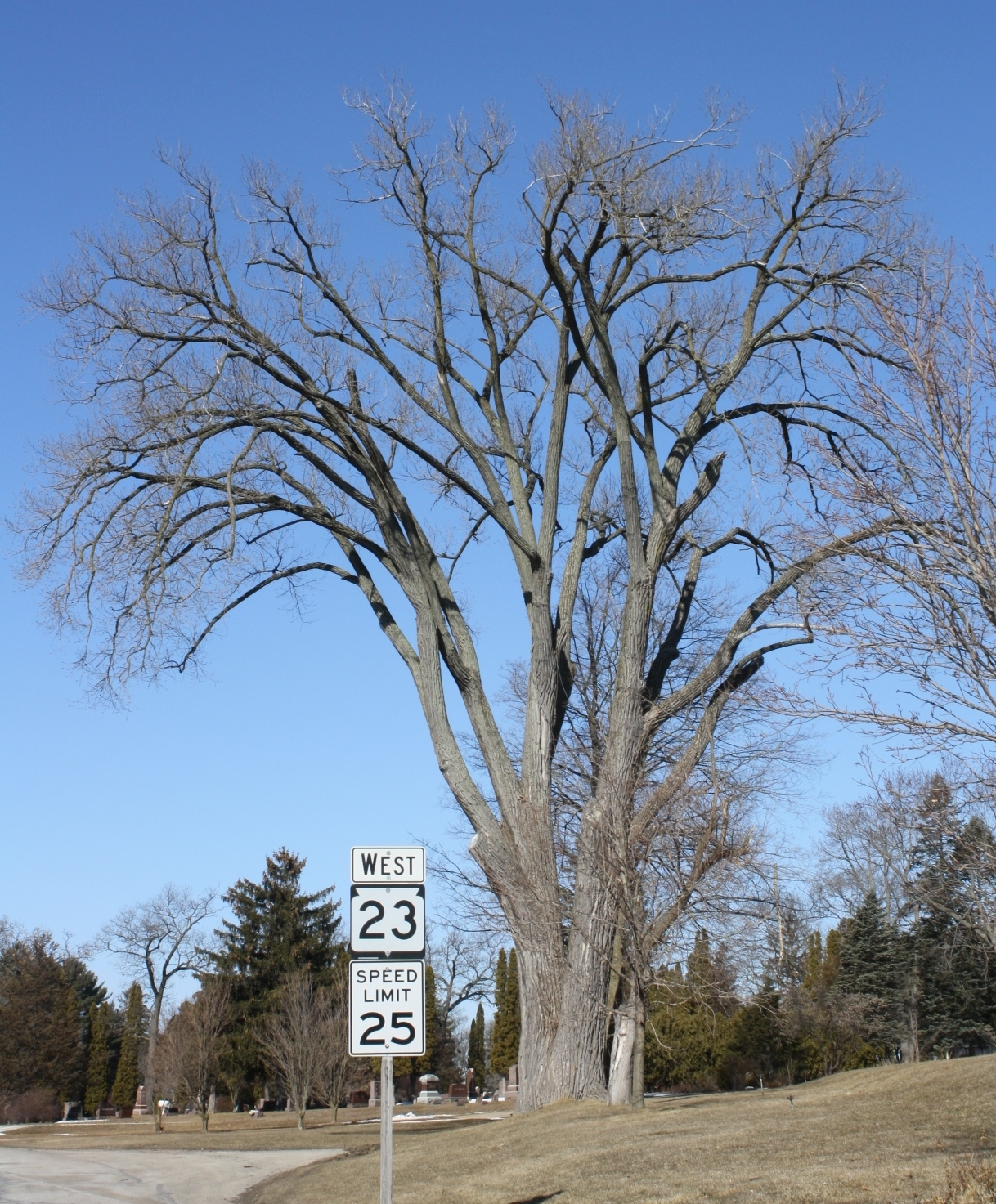
Peuplier deltoïde en dormance.